# Stefanie Rohner und Christian Wolf
Stefanie Rohner (* 1959) und Christian Wolf (* ca. 1954) sind ein Schweizer Spieleautorenpaar. Sie betreiben in Basel das Atelier Rohner + Wolf und haben mittlerweile über 100 Spiele veröffentlicht.

## Leben
Rohner arbeitete am Theater und studierte Philosophie sowie Musikwissenschaften mit dem Ziel Musikdramaturgin.
Wolf studierte unter anderem Philosophie, Volkskunde und Chemie und schloss das Studium als Nationalökonom ab. Danach arbeitete er in der Hotelbranche und in der Gastronomie.
Rohner und Wolf lernten sich 1981 bei einer Philosophie-Vorlesung an der Universität Basel kennen und wurden ein Paar. Sie beschlossen, beruflich etwas gemeinsam zu machen und schrieben Hörspiele für den Südwestfunk und versuchten sich gemeinsam am Journalismus. Rohner war für Organisation und Recherche, Wolf war für das Schreiben zuständig.

## Spiele
Seit 1986 betreiben sie in Basel das 1988 ins Handelsregister eingetragene Atelier Rohner + Wolf. 1986 wurde ihr erstes Spiel Orient-Express beim Herder Verlag veröffentlicht, welches 1987 dreisprachig als Simplon – Orient-Express herausgebracht wurde. Das 1990 bei F.X. Schmid und ab 1999 bei Ravensburger herausgebrachte Spiel Schoko-Hexe wurde bis 2001 rund 200.000 mal verkauft. Das 1990 bei Jumbo herausgebrachte Spiel Das Geheimnis der Pyramide war auf der Auswahlliste zum Spiel des Jahres 1990 und erhielt den französischen Spielepreis Super As d’Or. Das 1993 bei HABA herausgebrachte Spiel Klondike wurde in der Neuauflage 2001 mit dem Kinderspiel des Jahres ausgezeichnet.
1999 bis 2001 war Rohner 2. Vorsitzende bei der Spiele-Autoren-Zunft und ist dort heute Beirätin für die Arbeitsgruppe Vertrag.
In ihrem im südlichen Basel liegenden Atelier entwickeln sie Produktstrategien für Buch- und Spieleverlage.

## Auszeichnungen
- As d’Or
  - 1990: Das Geheimnis der Pyramide: Super As d’Or
- Spiel des Jahres
  - 1990: Das Geheimnis der Pyramide: Auswahlliste
- Kinderspiel des Jahres
  - 2001: Klondike
- Spiel der Spiele
  - 2012: Monstertorte: Spiele Hit für Kinder